# Перхлорат ртути(II)
Перхлорат ртути(II) — неорганическое соединение,
соль ртути и хлорной кислоты
с формулой Hg(ClO4)2,
кристаллы,
растворяется в воде.

## Получение
- Растворение карбоната ртути(II) в хлорной кислоте [1]:

{\displaystyle {\mathsf {HgCO_{3}+2HClO_{4}\ {\xrightarrow {}}\ Hg(ClO_{4})_{2}+CO_{2}\uparrow +H_{2}O}}}
- Растворение оксида ртути(II) в хлорной кислоте:

{\displaystyle {\mathsf {HgO+2HClO_{4}\ {\xrightarrow {}}\ Hg(ClO_{4})_{2}+H_{2}O}}}

## Физические свойства
Перхлорат ртути(II) образует кристаллы,
которые очень хорошо растворяются в воде с частичным гидролизом.
Образует кристаллогидраты состава Hg(ClO4)2•n H2O, где n = 1, 2, 3 и 6.

## Химические свойства
- В водных растворах гидролизуется с образованием оксида-перхлората ртути(II) [1]:

{\displaystyle {\mathsf {3Hg(ClO_{4})_{2}+2H_{2}O\ {\xrightarrow {}}\ Hg_{3}O_{2}(ClO_{4})_{2}+4HClO_{4}}}}
- При контакте раствора с металлической ртутью образует перхлорат ртути(I):

{\displaystyle {\mathsf {Hg(ClO_{4})_{2}+Hg\ \rightleftarrows \ Hg_{2}(ClO_{4})_{2}}}}

## Применение
- Используется как катализатор в органическом синтезе [2].